# رينغ أوف فاير
رينغ أوف فاير (بالإنجليزية: Ring of Fire)‏، أو «حلقة النار»، هي أغنية من تأليف جون كارتر وميرل كلغور وسجلها المغني جوني كاش. ظهرت الأغنية في ألبوم Ring of Fire: The Best of Johnny Cash الذي صدر عام 1963. تم تسجيل الأغنية في الأصل من قبل أنيتا كارتر شقيقة جون. احتلت الأغنية المرتبة الرابعة في قائمة أفضل مائة أغنية كانتري في استفتاء تلفزيون CMT عام 2003 والمرتبة 87 على قائمة رولينغ ستون ضمن أفضل أغنية 500 في كل الأزمنة. في يونيو 2014، صنفت رولينغ ستون الأغنية في المرتية 27 على قائمتها لأفضل أغنية مائة أغنية كانتري في كل العصور. 
تم تسجيل الأغنية في 25 مارس 1963، وأصبحت من أنجح الأغاني في مسيرة كاش، حيث بقيت في المركز الأول على قائمة بيلبورد لأغاني الكانتري لسبعة أسابيع. تم منحها تصنيف الذهب في 21 يناير 2010 من قبل رابطة صناعة التسجيلات الأمريكية حيث بيع منها أكثر من 1.2 مليون تنزيل رقمي.

## التأليف
تزعم بعض المصادر أن كارتر رأت عبارة «الحب يشبه حلقة حارقة من النار»، في أحد كتب الشعر من العصر الإليزابيثي التي امتلكها عمها أيه بي كارتر. عملت مع كلغور على كتابة أغنية مستوحاة من هذه العبارة كما رأت عمها يفعل في الماضي.
ذكرت فيفيان ليبرتو، زوجة كاش الأولى، حكاية مختلفة عن تأليف الأغنية في كتابها I Walked the Line. زعمت أن جون كارتر لم تشارك في كتابة الأغنية ورفضت مزاعم جون بشأن هذا. ذكرت أن جوني هو من ألف الأغنية، وكان حينها مدمنا على الحبوب والكحول، وذكرت ليبرتو أن كاش كتب الأغنية حول «عضو أنثوي خاص»، وأن كارتر ظلت تزعم أنها كتبت الأغنية بنفسها «ولم تكن تعرف حقيقتها». زعمت ليبرتو أن كاش قرر وضع اسم كارتر مؤلفة مشاركة لأنها كانت بحاجة إلى المال.
تم تسجيل الأغنية في الأصل من قبل أنيتا كارتر شقيقة جون، في ألبومها Folk Songs Old and New الذي صدر على ميركوري ريكوردز عام 1963 باسم "Love's Ring of Fire". أصدرت شركة ميركوري نسخة أنيتا كأغنية منفردة، وكان «أغنية مختارة» في مجلة بيلبورد.
بعد سماعه نسخة أنيتا، زعم كاش بأنه حلم بالأغنية مع «أبواق مكسيكية». قال كاش لأنيتا أنه سيمنحها خمسة أو ستة أشهر أخرى، وإذا لم تنجح أغنيتها فسوف يسجلها بالطريقة التي يرغب بها. أشار كاش إلى أن إضافة الأبواق مثلت تغييرا إلى موسيقاه الأساسية.
لم ينجح تسجيل أنيتا، وسجل كاش الأغنية بطريقته الخاصة مضيفًا أبواق المارياتشي. تم استخدام هذا الصوت لاحقًا في أغنية "It Ain't Me Babe"، والتي تم تسجيلها في الوقت نفسه تقريبًا. ظهرت الأم مايبيل والأخوات كارتر في التسجيل ضمن الغناء الخلفي. عدل كاش في عدد من العبارات الأصلية في نسخة أنيتا كارتر.
قالت روزان كاش، ابنة جوني، عن الأغنية أنها «تدور حول قوة المحبة وهذا ما كانت تعنيه لي دائمًا وهذا ما ستعنيه دائمًا لأطفال كاش».
في عام 2004، اقترح ميرل كلغور، الذي شارك في كتابة الأغنية، ترخيص الأغنية لإعلان مستحضر للبواسير. إلا أن ورثة جون لم يعجبهم الأمر، ورفضوا السماح بترخيص الأغنية للإعلان.

## الأداء على القوائم

### نسخة جوني كاش
| القائمة (1963–68)                                | أفضل موقع |
| ------------------------------------------------ | --------- |
| قائمة بيلبورد لأغاني الكانتري (الولايات المتحدة) | 1         |
| بيلبورد هوت 100 (الولايات المتحدة)               | 17        |
| قائمة الأغاني الألمانية                          | 27        |
| قائمة الأغاني السويسرية                          | 77        |

### نسخة إريك بوردون أند ذا أنيمالز
| القائمة (1969)                         | أفضل موقع |
| -------------------------------------- | --------- |
| قائمة الأغاني الأسترالية               | 10        |
| قائمة الأغاني الهولندية                | 4         |
| قائمة الأغاني الألمانية                | 24        |
| تصنيف المملكة المتحدة للأغاني المنفردة | 35        |

### نسخة ألن جاكسون
| القائمة (2010)                                   | أفضل موقع |
| ------------------------------------------------ | --------- |
| قائمة بيلبورد لأغاني الكانتري (الولايات المتحدة) | 45        |

## نسخ أخرى
سجل عديد الفنانين نسخهم الخاصة من الأغنية، وأنجح هذه النسخ تجاريًا هي التي أداها إريك بوردن وفريق ذي أنيملس. سجل الفريق نسختهم في نهاية عام 1968، ووصلت إلى الأربعين الأوائل في أربعة بلدان مختلفة.  في أواخر عام 1974، أصدرت فرقة إيريك بوردون نسخة من صنف الهارد روك. كما أصدر ألن جاكسون نسخة في 6 ديسمبر 2010، ورافقته المغنية لي آن ووماك في الخلفية. وصلت الأغنية إلى المركز 45 في قائمة بيلبورد لأغاني الكانتري، وأصبحت أول أغنية منفردة له تفشل في دخول الأربعين الأوائل منذ عام 2004، وكانت آخر أغنية له تم إصدارها بواسطة أريستا ريكوردز.
لم يتم إصدار نسخة كاش في المملكة المتحدة، ولكنها لقيت إقبالا على محطات الراديو هناك في عام 1993/1994 بعد أن تم استخدامها في إعلان تلفزيوني لشركة ليفي جينز.

## وصلة خارجية
- كلمات الأغنية الكاملة على مترولايركس